# Antonio Veić
Antonio Veić (Mali Lošinj, 18 de Fevereiro de 1988) é um tenista profissional croata, seu melhor ranking de N. 183.
Além de participar de um Grand Slam, Veic já representou a Equipe Croata de Copa Davis.